# 토니 헤일
토니 헤일(Tony Hale, 1970년 9월 30일 ~ )은 미국의 배우이다.

## 작품 목록
- 성탄절 전야의 공항 대소동
- 아브릴과 조작된 세계
- 클리포드 더 빅 레드 독 - 잭 티어런 역